# 谷川部屋
谷川部屋（たにがわべや）は、かつて存在した相撲部屋。

## 沿革
粂川部屋の元幕下鍬形粂蔵が4代谷川として部屋を経営していた際、象ヶ鼻平助（後の大関、高砂部屋（高砂改正組）に移籍）がいた。
明治末期から大正中期にかけて活躍した友綱部屋の元関脇黒瀬川浪之助は、大正11年（1922年）1月限りで引退し、後に独立して部屋を興した。昭和になると、なかなか力士が育たず、昭和20年（1945年）11月限りで親方は廃業し、力士たちは伊勢ヶ濱部屋に引き取られた。
昭和23年（1948年）10月限りで引退し、谷川を襲名した伊勢ヶ濱部屋の元十両八幡野平八郎が一時独立したが、昭和44年（1969年）7月場所限りで部屋を閉じ、本家に戻った。関取は誕生しなかった。